# 2014-es Formula–1 bahreini nagydíj
A bahreini nagydíj volt a 2014-es Formula–1 világbajnokság harmadik futama, amelyet 2014. április 4. és április 6. között rendeztek meg a bahreini Bahrain International Circuiten, Szahírban. 2014-ben tizedik alkalommal rendezték meg a Formula–1 bahreini nagydíjat a Formula–1-es világbajnokságok során, egyben ez volt indulása óta az első bahreini futam, amelyet éjszakai körülmények között, mesterséges fénynél rendeztek meg, valamint ez volt a 900. világbajnoki verseny.

## Szabadedzések

### Első szabadedzés
A bahreini nagydíj első szabadedzését április 4-én, pénteken délután tartották.
| helyezés | versenyző           | csapat/motor         | elért idő | különbség | futott kör |
| -------- | ------------------- | -------------------- | --------- | --------- | ---------- |
| 1        | Lewis Hamilton      | Mercedes             | 1:37,502  | −         | 14         |
| 2        | Nico Rosberg        | Mercedes             | 1:37,733  | +0,231    | 13         |
| 3        | Fernando Alonso     | Ferrari              | 1:37,953  | +0,451    | 17         |
| 4        | Nico Hülkenberg     | Force India-Mercedes | 1:38,122  | +0,620    | 10         |
| 5        | Jenson Button       | McLaren-Mercedes     | 1:38,636  | +1,134    | 16         |
| 6        | Kimi Räikkönen      | Ferrari              | 1:38,783  | +1,281    | 12         |
| 7        | Kevin Magnussen     | McLaren-Mercedes     | 1:38,949  | +1,447    | 15         |
| 8        | Danyiil Kvjat       | Toro Rosso-Renault   | 1:39,056  | +1,554    | 24         |
| 9        | Sergio Pérez        | Force India-Mercedes | 1:39,102  | +1,600    | 21         |
| 10       | Sebastian Vettel    | Red Bull-Renault     | 1:39,389  | +1,887    | 16         |
| 11       | Felipe Massa        | Williams-Mercedes    | 1:39,533  | +2,031    | 11         |
| 12       | Jean-Éric Vergne    | Toro Rosso-Renault   | 1:39,862  | +2,360    | 26         |
| 13       | Felipe Nasr         | Williams-Mercedes    | 1:40,078  | +2,576    | 14         |
| 14       | Daniel Ricciardo    | Red Bull-Renault     | 1:40,406  | +2,904    | 19         |
| 15       | Adrian Sutil        | Sauber-Ferrari       | 1:40,652  | +3,150    | 20         |
| 16       | Pastor Maldonado    | Lotus-Renault        | 1:40,793  | +3,291    | 31         |
| 17       | Jules Bianchi       | Marussia-Ferrari     | 1:40,889  | +3,387    | 20         |
| 18       | Giedo van der Garde | Sauber-Ferrari       | 1:40,913  | +3,411    | 20         |
| 19       | Romain Grosjean     | Lotus-Renault        | 1:41,036  | +3,534    | 24         |
| 20       | Max Chilton         | Marussia-Ferrari     | 1:41,794  | +4,292    | 20         |
| 21       | Robin Frijns        | Caterham-Renault     | 1:42,417  | +4,915    | 35         |
| 22       | Marcus Ericsson     | Caterham-Renault     | 1:42,711  | +5,209    | 21         |

### Második szabadedzés
A bahreini nagydíj második szabadedzését április 4-én, pénteken este tartották.
| helyezés | versenyző         | csapat/motor         | elért idő | különbség | futott kör |
| -------- | ----------------- | -------------------- | --------- | --------- | ---------- |
| 1        | Lewis Hamilton    | Mercedes             | 1:34,325  | −         | 28         |
| 2        | Nico Rosberg      | Mercedes             | 1:34,690  | +0,365    | 31         |
| 3        | Fernando Alonso   | Ferrari              | 1:35,360  | +1,035    | 28         |
| 4        | Daniel Ricciardo  | Red Bull-Renault     | 1:35,433  | +1,108    | 28         |
| 5        | Felipe Massa      | Williams-Mercedes    | 1:35,442  | +1,117    | 13         |
| 6        | Jenson Button     | McLaren-Mercedes     | 1:35,528  | +1,203    | 21         |
| 7        | Sebastian Vettel  | Red Bull-Renault     | 1:35,606  | +1,281    | 30         |
| 8        | Danyiil Kvjat     | Toro Rosso-Renault   | 1:35,640  | +1,315    | 31         |
| 9        | Kevin Magnussen   | McLaren-Mercedes     | 1:35,662  | +1,337    | 22         |
| 10       | Sergio Pérez      | Force India-Mercedes | 1:35,802  | +1,477    | 40         |
| 11       | Valtteri Bottas   | Williams-Mercedes    | 1:35,920  | +1,595    | 9          |
| 12       | Jean-Éric Vergne  | Toro Rosso-Renault   | 1:35,972  | +1,647    | 33         |
| 13       | Nico Hülkenberg   | Force India-Mercedes | 1:35,998  | +1,673    | 18         |
| 14       | Kimi Räikkönen    | Ferrari              | 1:36,366  | +2,041    | 33         |
| 15       | Adrian Sutil      | Sauber-Ferrari       | 1:36,962  | +2,637    | 13         |
| 16       | Esteban Gutiérrez | Sauber-Ferrari       | 1:36,975  | +2,650    | 35         |
| 17       | Pastor Maldonado  | Lotus-Renault        | 1:37,259  | +2,934    | 25         |
| 18       | Romain Grosjean   | Lotus-Renault        | 1:37,599  | +3,274    | 23         |
| 19       | Jules Bianchi     | Marussia-Ferrari     | 1:37,800  | +3,475    | 15         |
| 20       | Max Chilton       | Marussia-Ferrari     | 1:38,247  | +3,922    | 10         |
| 21       | Kobajasi Kamui    | Caterham-Renault     | 1:38,257  | +3,932    | 33         |
| 22       | Marcus Ericsson   | Caterham-Renault     | 1:39,136  | +4,811    | 30         |

### Harmadik szabadedzés
A bahreini nagydíj harmadik szabadedzését április 5-én, szombaton délután tartották.
| helyezés | versenyző         | csapat/motor         | elért idő | különbség | futott kör |
| -------- | ----------------- | -------------------- | --------- | --------- | ---------- |
| 1        | Lewis Hamilton    | Mercedes             | 1:35,324  | −         | 12         |
| 2        | Nico Rosberg      | Mercedes             | 1:35,439  | +0,115    | 12         |
| 3        | Sergio Pérez      | Force India-Mercedes | 1:35,868  | +0,544    | 10         |
| 4        | Valtteri Bottas   | Williams-Mercedes    | 1:36,116  | +0,792    | 10         |
| 5        | Felipe Massa      | Williams-Mercedes    | 1:36,364  | +1,040    | 8          |
| 6        | Jenson Button     | McLaren-Mercedes     | 1:36,394  | +1,070    | 8          |
| 7        | Fernando Alonso   | Ferrari              | 1:36,454  | +1,130    | 12         |
| 8        | Nico Hülkenberg   | Force India-Mercedes | 1:36,455  | +1,131    | 11         |
| 9        | Danyiil Kvjat     | Toro Rosso-Renault   | 1:36,680  | +1,356    | 16         |
| 10       | Kimi Räikkönen    | Ferrari              | 1:36,772  | +1,448    | 13         |
| 11       | Kevin Magnussen   | McLaren-Mercedes     | 1:36,822  | +1,498    | 8          |
| 12       | Jean-Éric Vergne  | Toro Rosso-Renault   | 1:37,030  | +1,706    | 11         |
| 13       | Daniel Ricciardo  | Red Bull-Renault     | 1:37,119  | +1,795    | 11         |
| 14       | Esteban Gutiérrez | Sauber-Ferrari       | 1:37,325  | +2,001    | 18         |
| 15       | Adrian Sutil      | Sauber-Ferrari       | 1:38,089  | +2,765    | 24         |
| 16       | Kobajasi Kamui    | Caterham-Renault     | 1:38,400  | +3,076    | 17         |
| 17       | Jules Bianchi     | Marussia-Ferrari     | 1:38,736  | +3,412    | 15         |
| 18       | Pastor Maldonado  | Lotus-Renault        | 1:38,880  | +3,556    | 21         |
| 19       | Marcus Ericsson   | Caterham-Renault     | 1:38,971  | +3,647    | 18         |
| 20       | Romain Grosjean   | Lotus-Renault        | 1:39,208  | +3,884    | 17         |
| 21       | Sebastian Vettel  | Red Bull-Renault     | 1:39,225  | +3,901    | 8          |
| 22       | Max Chilton       | Marussia-Ferrari     | 1:39,597  | +4,273    | 14         |

## Időmérő edzés
A bahreini nagydíj időmérő edzését április 5-én, szombaton futották.
| helyezés              | rajtszám | versenyző         | csapat/motor         | 1. rész  | 2. rész  | 3. rész  | rajthely | futott kör |
| --------------------- | -------- | ----------------- | -------------------- | -------- | -------- | -------- | -------- | ---------- |
| 1                     | 6        | Nico Rosberg      | Mercedes             | 1:35,439 | 1:33,708 | 1:33,185 | 1        | 12         |
| 2                     | 44       | Lewis Hamilton    | Mercedes             | 1:35,323 | 1:33,872 | 1:33,464 | 2        | 12         |
| 3                     | 3        | Daniel Ricciardo  | Red Bull-Renault     | 1:36,220 | 1:34,592 | 1:34,051 | 13[1]    | 16         |
| 4                     | 77       | Valtteri Bottas   | Williams-Mercedes    | 1:34,934 | 1:34,842 | 1:34,247 | 3        | 15         |
| 5                     | 11       | Sergio Pérez      | Force India-Mercedes | 1:34,998 | 1:34,747 | 1:34,346 | 4        | 19         |
| 6                     | 7        | Kimi Räikkönen    | Ferrari              | 1:35,234 | 1:34,925 | 1:34,368 | 5        | 15         |
| 7                     | 22       | Jenson Button     | McLaren-Mercedes     | 1:35,699 | 1:34,714 | 1:34,387 | 6        | 17         |
| 8                     | 19       | Felipe Massa      | Williams-Mercedes    | 1:35,085 | 1:34,842 | 1:34,511 | 7        | 14         |
| 9                     | 20       | Kevin Magnussen   | McLaren-Mercedes     | 1:35,288 | 1:34,904 | 1:34,712 | 8        | 17         |
| 10                    | 14       | Fernando Alonso   | Ferrari              | 1:35,251 | 1:34,723 | 1:34,992 | 9        | 17         |
| 11                    | 1        | Sebastian Vettel  | Red Bull-Renault     | 1:35,549 | 1:34,985 |          | 10       | 9          |
| 12                    | 27       | Nico Hülkenberg   | Force India-Mercedes | 1:34,874 | 1:35,116 |          | 11       | 12         |
| 13                    | 26       | Danyiil Kvjat     | Toro Rosso-Renault   | 1:35,395 | 1:35,145 |          | 12       | 14         |
| 14                    | 25       | Jean-Éric Vergne  | Toro Rosso-Renault   | 1:35,815 | 1:35,286 |          | 14       | 14         |
| 15                    | 21       | Esteban Gutiérrez | Sauber-Ferrari       | 1:36,567 | 1:35,891 |          | 15       | 14         |
| 16                    | 8        | Romain Grosjean   | Lotus-Renault        | 1:36,654 | 1:35,908 |          | 16       | 10         |
| 17                    | 13       | Pastor Maldonado  | Lotus-Renault        | 1:36,663 |          |          | 17       | 7          |
| 18                    | 99       | Adrian Sutil      | Sauber-Ferrari       | 1:36,840 |          |          | 22[2]    | 5          |
| 19                    | 10       | Kobajasi Kamui    | Caterham-Renault     | 1:37,085 |          |          | 18       | 6          |
| 20                    | 17       | Jules Bianchi     | Marussia-Ferrari     | 1:37,310 |          |          | 19       | 6          |
| 21                    | 9        | Marcus Ericsson   | Caterham-Renault     | 1:37,875 |          |          | 20       | 7          |
| 22                    | 4        | Max Chilton       | Marussia-Ferrari     | 1:37,913 |          |          | 21       | 6          |
| 107%-os idő: 1:41,515 |          |                   |                      |          |          |          |          |            |

Megjegyzés
- ↑ 1:  – Daniel Ricciardo 10 rajthelyes büntetést kapott, mert a maláj nagydíjon a Red Bull veszélyesen bocsátotta útjára az utolsó kerékcseréje után.[3]
- ↑ 2:  – Adrian Sutil öt rajthelyes büntetést és 2 büntetőpontot kapott Romain Grosjean leszorításáért.[4]

## Futam
A bahreini nagydíj futama április 6-án, vasárnap rajtolt.
| helyezés | rajtszám | versenyző         | csapat/motor         | futott kör | idő/kiesés oka   | rajthely | pont |
| -------- | -------- | ----------------- | -------------------- | ---------- | ---------------- | -------- | ---- |
| 1        | 44       | Lewis Hamilton    | Mercedes             | 57         | 1:39:42,743      | 2        | 25   |
| 2        | 6        | Nico Rosberg      | Mercedes             | 57         | +1,085           | 1        | 18   |
| 3        | 11       | Sergio Pérez      | Force India-Mercedes | 57         | +24,067          | 4        | 15   |
| 4        | 3        | Daniel Ricciardo  | Red Bull-Renault     | 57         | +24,489          | 13       | 12   |
| 5        | 27       | Nico Hülkenberg   | Force India-Mercedes | 57         | +28,654          | 11       | 10   |
| 6        | 1        | Sebastian Vettel  | Red Bull-Renault     | 57         | +29,879          | 10       | 8    |
| 7        | 19       | Felipe Massa      | Williams-Mercedes    | 57         | +31,265          | 7        | 6    |
| 8        | 77       | Valtteri Bottas   | Williams-Mercedes    | 57         | +31,876          | 3        | 4    |
| 9        | 14       | Fernando Alonso   | Ferrari              | 57         | +32,595          | 9        | 2    |
| 10       | 7        | Kimi Räikkönen    | Ferrari              | 57         | +33,462          | 5        | 1    |
| 11       | 26       | Danyiil Kvjat     | Toro Rosso-Renault   | 57         | +41,342          | 12       |      |
| 12       | 8        | Romain Grosjean   | Lotus-Renault        | 57         | +43,143          | 16       |      |
| 13       | 4        | Max Chilton       | Marussia-Ferrari     | 57         | +59,909          | 21       |      |
| 14       | 13       | Pastor Maldonado  | Lotus-Renault        | 57         | +1:02,803        | 17       |      |
| 15       | 10       | Kobajasi Kamui    | Caterham-Renault     | 57         | +1:27,900        | 18       |      |
| 16       | 17       | Jules Bianchi     | Marussia-Ferrari     | 56         | +1 kör           | 19       |      |
| 17[1]    | 22       | Jenson Button     | McLaren-Mercedes     | 55         | kuplung          | 6        |      |
| ki       | 20       | Kevin Magnussen   | McLaren-Mercedes     | 40         | kuplung          | 8        |      |
| ki       | 21       | Esteban Gutiérrez | Sauber-Ferrari       | 39         | baleset          | 15       |      |
| ki       | 9        | Marcus Ericsson   | Caterham-Renault     | 33         | olajszivárgás    | 20       |      |
| ki       | 25       | Jean-Éric Vergne  | Toro Rosso-Renault   | 18         | baleseti sérülés | 14       |      |
| ki       | 99       | Adrian Sutil      | Sauber-Ferrari       | 17         | baleseti sérülés | 22       |      |

↑ 1:  — Jenson Button nem fejezte be a futamot, de helyezését értékelték, mivel teljesítette a versenytáv több, mint 90%-át.

## A világbajnokság állása a verseny után
| H   | Versenyzők       | Pont | H   | Konstruktőrök        | Pont |
| --- | ---------------- | ---- | --- | -------------------- | ---- |
| 1.  | Nico Rosberg     | 61   | 1.  | Mercedes             | 111  |
| 2.  | Lewis Hamilton   | 50   | 2.  | Force India-Mercedes | 44   |
| 3.  | Nico Hülkenberg  | 28   | 3.  | McLaren-Mercedes     | 43   |
| 4.  | Fernando Alonso  | 26   | 4.  | Red Bull-Renault     | 35   |
| 5.  | Jenson Button    | 23   | 5.  | Ferrari              | 33   |
| 6.  | Sebastian Vettel | 23   | 6.  | Williams-Mercedes    | 30   |
| 7.  | Kevin Magnussen  | 20   | 7.  | Toro Rosso-Renault   | 7    |
| 8.  | Valtteri Bottas  | 18   | 8.  | Lotus-Renault        | 0    |
| 9.  | Sergio Pérez     | 16   | 9.  | Sauber-Ferrari       | 0    |
| 10. | Daniel Ricciardo | 12   | 10. | Marussia-Ferrari     | 0    |

(A teljes táblázat)

## Statisztikák
- Vezető helyen:
  - Lewis Hamilton: 54 kör (1-18) és (22-57)
  - Nico Rosberg: 3 kör (19-21)
- Lewis Hamilton 24. győzelme.
- Nico Rosberg 5. pole-pozíciója és 6. leggyorsabb köre.
- A Mercedes 16. győzelme.
- Lewis Hamilton 56., Nico Rosberg 14., Sergio Pérez 4. dobogós helyezése.
- A Formula–1 történetének 900. nagydíja.[5]
- Jenson Button 250. nagydíja.[6]
- Nico Rosberg 150. nagydíja.